# Robert Grüninger
Robert Grüninger (* 6. März 1849 in Basel; † 21. Juni 1924 ebenda) war ein Schweizer Anwalt, Notar und Politiker.

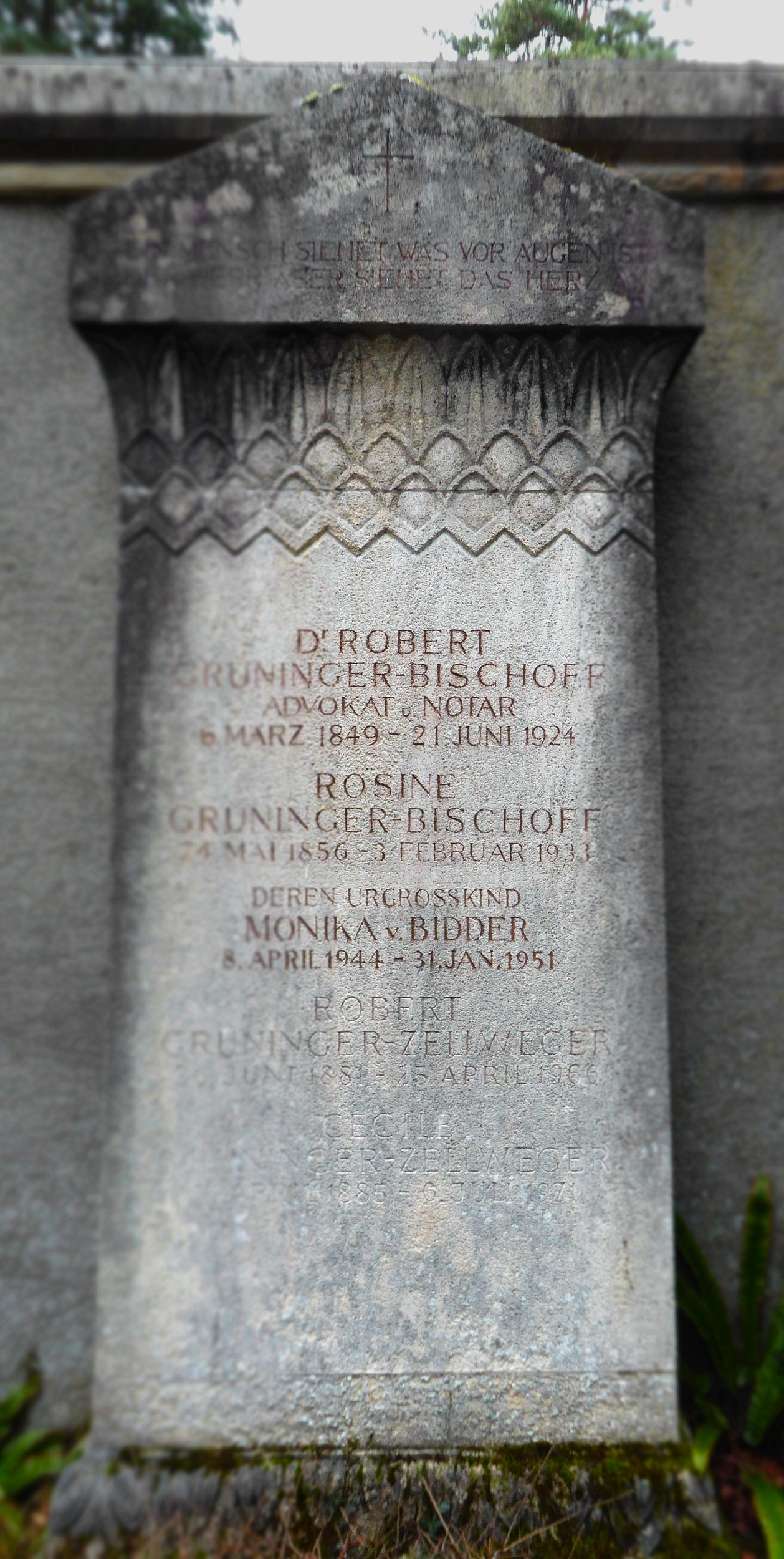
Familiengrab auf dem Wolfgottesacker, Basel

## Leben und Werk
Robert Grüninger studierte Rechtswissenschaften und war in den ersten Jahren als Partner von Paul Speiser als Rechtsanwalt und Notar tätig. Von 1880 bis 1889 war er Statthalter am Zivilgericht und 1883 Mitgründer der Basler Advokatenkammer. Als konservativer Politiker gehörte er von 1875 bis 1881 und von 1884 bis 1902 dem Basler Grossen Rat an.
Zudem war Grüninger lange Jahre Vorgesetzter und Sekretär der Zunft zu Spinnwettern. Kulturell engagierte er sich als Mitbegründer des Münsterbauvereins und als Präsident des Vereins für das Historische Museum Basel.
Robert Grüninger war mit Rosina, geborene Bischoff (1856–1933), verheiratet. Das Paar hatte zwei Söhne, Robert Grüninger, Architekt (1881–1966) und Gustav Grüninger, Dr. iur. Advokat (1883–1964). Seine letzte Ruhestätte fand Robert Grüninger auf dem Wolfgottesacker in Basel.